# Valledupar Fútbol Club
El Valledupar Fútbol Club fue un club de fútbol colombiano de la ciudad de Valledupar, Colombia. Fue fundado el 15 de noviembre de 2003 por el empresario Jorge Alzerreca y desaparecido el 23 de junio de 2023 cuando sus dueños decidieron trasladar el club al municipio de Soacha y cambiar su razón social por la de Real Cundinamarca.
Valledupar jugaba de local en el Armando Maestre Pavajeau.

## Historia

### Temporada 2005
En diciembre del 2005 los empresarios Santandereanos hasta entonces propietarios del club, reciben la noticia de parte de la administración municipal que para el año 2006 le es imposible apoyar financieramente al club. Este anuncio lleva a estos empresarios a considerar la posibilidad de trasladar el equipo para otra ciudad. Ante este escenario de desfinanciación, es cuando empresarios de la región, convocados principalmente por Eloy Quintero Romero y Álvaro Araujo Noguera, deciden adquirir al grupo santandereano los derechos accionarios de la Corporación Deportiva Valledupar Fútbol Club Real para impedir que la ciudad se quedara sin equipo de fútbol profesional.
El 21 de diciembre de 2005, en las oficinas de la empresa Drummond, vallenatos de nacimiento y de corazón logran reunir la cantidad de dinero necesaria para la compra del 54.2% de los derechos accionarios del equipo. Posteriormente se realizan otras negociaciones logrando incrementar el porcentaje y hoy la mayoría de las acciones son de propiedad de empresarios cesarences.
Varias empresas realizan los aportes para la compra de estos derechos como Carboandes, Coolesar, Comfacesar, Apuestas Unidas, ACORD y muchas personas naturales. Fue una verdadera gesta al conseguir un objetivo de esta magnitud en pocas horas; este fue considerado en su momento como un objetivo de región, el cual deberá perdurar por siempre.
En el torneo de Ascenso quedó cuarto en el todos contra todos con 57 puntos y en el Grupo B queda tercero con seis puntos, siendo superado por el Bajo Cauca.

### Temporada 2006
En el año 2006, Valledupar estuvo muy cerca de jugar en la Primera A. El conjunto 'Vallenato' se enfrentó al Cortuluá en el duelo de subcampeones, el cual ganó Valledupar 3-2 en marcador agregado. Esto le dio al club dirigido por Jesús Barrios la oportunidad de jugar por el cupo de la serie de promoción con el penúltimo equipo en la tabla del descenso del torneo de la primera división, el Atlético Huila, uno de los semifinalistas del Torneo Finalización. El enfrentamiento favoreció a los 'Opitas' con el marcador agregado de 3-0, lo cual hizo que Valledupar se quedara un año más en la Primera B.
En el 2007, Valledupar llegó a las semifinales en ambos torneos, no obstante se quedó por fuera de la final. Donde más cerca estuvo el equipo del Cesar fue en el finalización, donde Valledupar quedó segundo con ocho puntos, a seis del clasificado Academia de Bogotá.

### Escándalo por presunto arreglo
La Revista Semana, publicó un artículo en agosto de 2007 en el cual se afirma que el jefe paramilitar alias Jorge 40 "tenía injerencia en el equipo Valledupar", en el torneo de 2004. El caso involucra a Real Cartagena a través de una cesión de jugadores. Casualmente, semanas antes de la conversación citada, el equipo de La Heroica y Valledupar se enfrentaron por una semifinal del torneo de Primera B.

"Faltando cinco minutos para terminar el juego, el Cartagena hizo los cuatro goles que le hacían falta para jugar la final. Cuatro goles en cinco minutos, un récord digno de Ripley. Con un 5-0, sacaron al Cúcuta Deportivo. Según 'Jorge 40', "ellos (los del Real Cartagena) conmigo tienen cierta gratitud".

Ante el caso citado, y con el fin primario de limpiar el nombre del club, y reestructurarlo, el alcalde de Valledupar, Rubén Carvajal Riveira, pidió a la Fiscalía General de la Nación realizar la investigación correspondiente, el 10 de enero de 2008.

"En octubre la Revista Semana publicó un artículo en el que afirmaba que Valledupar Fútbol Club tiene fuerzas paramilitares en su estructura económica, esos apuntes hay que aclararlos por eso exijo a la Fiscalía que investigue esta situación para aclararla, nosotros tenemos una incondicional disposición de ponerle el pecho al equipo, pero primero hay que despejar este interrogante para que el país sepa la realidad del equipo".

Asimismo, el presidente del Real Cartagena, Rodrigo Rendón, envió una carta a la Revista Semana detallando varias inconsistencias en el texto periodístico.

"Faltando cinco minutos para terminar el juego, el Cartagena hizo los cuatro goles que le hacían falta para jugar la final. Cuatro goles en cinco minutos un record digno de Ripley”. Al respecto quiero primero aclararle que el Real Cartagena no necesitaba cinco goles para pasar a la final como erradamente de nuevo lo afirman ya que con el tercer gol ya estábamos clasificados por que Cúcuta nos llevaba un solo gol de ventaja en la clasificación y ellos en su partido quedaron tres por uno frente al Alianza Petrolera y no fueron cuatro goles en cinco minutos sino en 12 minutos. Datos muy fáciles de verificar que lastimosamente su departamento investigativo también obvió.

### Temporada 2008
En el primer semestre del 2008, Valledupar logra clasificarse a los cuadrangulares finales, pero queda eliminado en manos del Deportivo Rionegro, y siendo superado en la tabla por el recién creado Juventud Soacha. En el segundo torneo del año de la Categoría Primera B, logra clasificarse también a los cuadrangulares, ganando el Grupo B y consiguiendo así clasificar a la final del segundo torneo.
En la instancia definitiva del semestre, Valledupar se fue en ventaja contra el Real Cartagena al ganar 2-1 como local. No obstante, la vuelta favoreció a Real Cartagena 2-0, lo cual hizo que Valledupar se quedara una vez más en la puerta de ascender a la máxima categoría del fútbol colombiano.

### Temporada 2010
Durante la temporada 2010, que se disputó en un solo torneo, Valledupar no tuvo una buena campaña bajo el mando técnico de Óscar Aristizábal al ubicarse en la casilla 15. Para el 2011 el técnico será Víctor González Scott.

### Temporada 2011
El club terminó el 2011 en el 5.º puesto del Torneo, y llegó hasta los cuartos de final de la Copa Colombia, presentando así un balance positivo. Eliminó al Deportivo Pasto en los cuartos de final del Torneo Apertura de la Categoría Primera B, desde la definición por penaltis 3-2 en el Estadio Departamental Libertad. En los octavos de final de la Copa Colombia 2011 volvió a eliminar a este equipo, pero en cuartos de final quedó eliminado por Atlético Junior.

### Temporada 2012
El Valledupar F.C. terminó en la posición número 11 del Torneo Postobón II, y eliminado en cuartos de final de la Copa Colombia por el América de Cali. En diciembre de este año se firmó un acuerdo con Kenworth de la Montaña con el cual el Valledupar llevará en su camiseta la publicidad de dicha empresa, y será entregado un bus equipado para que el club se desplace a cualquier sitio donde le toque jugar para los dos torneos.
En el 2013 el equipo termina octavo en el torneo de Ascenso y en cuadrangulares queda tercero del grupo B siendo superado por Uniautónoma F.C y en el 2014 por Copa Colombia queda eliminado en cuartos de final por Atlético Junior.

### Temporada 2016
Este año el equipo termina noveno en el Torneo de Ascenso con 44 puntos, hasta la última fecha del torneo tuvo la opción de clasificar pero no lo consiguió. Por Copa Colombia enfrentó al Deportivo Independiente Medellín equipo campeón del Torneo Apertura de la Primera A el equipo costeño terminó quedando eliminado en octavos de final.

### Temporada 2018
Este año el equipo termina séptimo en el Torneo de Ascenso con 41 puntos. En los cuadrangulares queda cuarto del grupo B siendo superado por los equipos de Unión Magdalena, Deportes Quindío y Deportivo Pereira. En Copa Colombia enfrentó en la fase 3 al Real Cartagena, donde quedó eliminado.

### Temporada 2020 - 2021-I
En el 2020 queda quinto en el Torneo de Ascenso con 30 puntos y en cuadrangulares queda segundo del Grupo A siendo superado por Cortuluá, en esta temporada no hubo ascenso a la primera división; y en el 2021-I se disputó la segunda parte del campeonato donde quedó sexto con 22 puntos y en los cuadrangulares queda segundo del Grupo B siendo superado por Deportes Quindío, en la tabla de reclasificación queda quinto con 71 puntos.

### 2023: Desaparición y traslado
El 23 de junio de 2023, el club informó a través de un comunicado por sus redes sociales la desaparición del club, después de que sus dueños decidieran trasladar la ficha a la ciudad de Soacha y cambiar de razón social dándole fin al Valledupar F. C.
Se rumoró que para el 2024 el Valledupar volviera a jugar en la Primera B tras declaraciones del nuevo alcalde de Soacha y debido a que Real Soacha Cundinamarca no tuvo éxito en la temporada 2023, quedando penúltimo. Sin embargo, el club se mudó a Bogotá cambiando su denominación a Real Cundinamarca, descartándose ese regreso a Valledupar.

## Símbolos

### Escudo
El escudo tiene forma de dama (circular) por su borde más exterior, otra forma de dama en su borde interior, y dentro de este una forma inglés. Su franja exterior es de color blanco, con un círculo interior verde y dentro de él un escudo de forma inglés, en la franja blanca está escrito Valledupar en la parte superior, y F.C. en la parte inferior escritos en color verde, en los lados están dos balones clásicos de fútbol. El escudo en forma inglés de su interior, contiene las iniciales del club VFC, en color negro con el detalle de un balón clásico de fútbol en su interior.

### Bandera
La bandera está compuesta por dos franjas anchas verticales, una blanca y la otra verde, en el centro de estas dos franjas se ubica el escudo, estos colores derivan de la bandera del departamento del Cesar.

## Rivalidades
En los torneos de la Categoría Primera B del fútbol profesional colombiano, el club logró establecer una fuerte rivalidad futbolística con el Unión Magdalena que se reflejaron en las hinchadas de cada equipo y convirtieron estos partidos en todo un clásico, por la pasión que sentian los jugadores y los aficionados en cada partido; considerándose otro clásico costeño debido a la vecindad entre los departamentos que representan.
Tuvieron otras rivalidades con otros clubes de la Región Caribe como con Real Cartagena y Jaguares de Córdoba.

## Uniforme
- Primer uniforme: Camiseta a rayas horizontales verdes y blancas, pantalón verde y medias blancas. (2004 - 2010)

- Uniforme titular: Camiseta verde, pantalón verde y medias blancas.
- Uniforme alternativo: Camiseta blanca, pantalón blanco y medias verdes.

### Evolución
| 2017 | 2019 |

### Proveedor y patrocinadores
Indumentaria[cita requerida]
| Periodo    | Proveedor |
| ---------- | --------- |
| 2004-2007  | Rudato    |
| 2007       | Veralima  |
| 2008-2009  | FSS       |
| 2010-2011  | Golty     |
| 2011-2012  | Keuka     |
| 2012-2015  | FSS       |
| 2016-2017  | Veralima  |
| 2017-2022  | Saeta     |
| 2022- 2023 | Vicbay    |

| Periodo   | Proveedor |
| --------- | --- |
| 2004-2005 | No tuvo |
| 2005-2006 | Colpatria |
| 2007      | Coolesar, Colpatria, Alcaldía de Valledupar                                                                                      |
| 2008-2009 | Coolesar, Colpatria, Alcaldía de Valledupar                                                                                      |
| 2010-2011 | Colanta, Colpatria, Alcaldía de Valledupar, Gobernación del Cesar, MS Construcciones S.A                                         |
| 2012      | Colanta, Colpatria, Alcaldía de Valledupar, Gobernación del Cesar, MS Construcciones S.A, Concesión Alumbrado Público            |
| 2013-2016 | Colanta, Kenworth de la Montaña, Colpatria, MS Construcciones S.A, Concesión Alumbrado Público                                   |
| 2017-2018 | Kenworth de la Montaña, Drummond LTDA, Colpatria, MS Construcciones S.A., Centro Comercial Mayales Plaza, Alcaldía de Valledupar |
| 2018-2019 | Kenworth de la Montaña, Drummond LTDA, Colpatria, M.S. Construcciones S.A., Unicentro Valledupar, Alcaldía de Valledupar         |
| 2020-2022 | Drummond LTDA, Colanta, M.S. Construcciones S.A., Manzana Postobón, Ímagen Radiológica Diagnóstica S.A.S, BetPlay                |
| 2022      | Colanta, Uparsistem, Ímagen Radiológica Diagnostica S.A.S, BetPlay                                                               |

## Estadio
El estadio Armando Maestre Pavajeau está en proceso de remodelación, el proyecto fue aprobado en septiembre de 2012. Consta de 2 tribunas principales con capacidad para 11 000 espectadores (sentados), la inclusión de cafeterías, nuevos baños, nuevo gramado etc.
En el año 2015 fue la inauguración de la primera etapa que entregó una gradería y la cancha para dar paso al Sudamericano Sub-15, con un coste de 59.000.000.000 pesos y la segunda etapa estará próxima a terminar.

## Jugadores

### Extranjeros
| Nacionalidad | N.º | Jugadores                     |
| ------------ | --- | ----------------------------- |
| México       | 2   | Iván Ramírez y Erik Reyna     |
| Venezuela    | 2   | Eudis Arraga y Carlos Ramírez |

### Récords
| Máximos goleadores | Máximos goleadores | Máximos goleadores | Más partidos disputados | Más partidos disputados | Más partidos disputados |
| ------------------ | ------------------ | ------------------ | ----------------------- | ----------------------- | ----------------------- |
| 1.                 | Hugo Arrieta       | 78 goles           | 1.                      | Hugo Arrieta            | 153 partidos            |
| 2.                 | Isaac Arias        | 32 goles           | 2.                      | Hugo Bolaños            | 153 partidos            |

## Entrenadores
| Nombre                | Nacionalidad | Temporadas  |
| --------------------- | ------------ | ----------- |
| Jesús 'Kiko' Barrios  | Colombiana   | 2004 - 2006 |
| Pablo Zuleta          | Colombiana   | 2007 - 2008 |
| Jorge Ramoa           | Argentina    | 2009        |
| Juan Carlos Nieves    | Colombiana   | 2009 - 2010 |
| Víctor González Scott | Colombiana   | 2010 - 2012 |
| Hugo Arrieta          | Colombiana   | 2012 - 2015 |
| Héctor Estrada        | Colombiana   | 2015        |
| Óscar Aristizábal     | Colombiana   | 2016        |
| David Pinillos        | Colombiana   | 2016 - 2017 |
| Wilberto Pana         | Colombiana   | 2017        |
| Nilton Bernal         | Colombiana   | 2018 - 2019 |
| John Jairo Bodmer     | Colombiano   | 2020 - 2021 |
| Felipe Merino         | Colombiano   | 2021        |
| Hugo Arrieta          | Colombiana   | 2021        |
| Gerardo Bedoya        | Colombiana   | 2022        |
| José Gómez            | Colombiana   | 2022        |
| Julián Barragán       | Colombiana   | 2023        |

## Palmarés

### Torneos nacionales
- Subcampeón de la Primera B (1): 2006.
- Segundo lugar del Torneo Finalización de la Primera B (1): 2008.

## Datos del club
- Temporadas en 1.ª: 0
- Temporadas en 2.ª: 20 (2004 - 2023).
- Temporadas en 3.ª: 0
- Mayor goleada conseguida:
  - En Segunda División:
    - 0-8 al Universitario de Popayán el 21 de abril de 2013.[63][64]
    - 6-0 al Bogotá F.C el 15 de febrero de 2021.[65][66][67]
    - 1-6 al Deportivo Pereira el 4 de mayo de 2014.[68][69]
    - 3-0 al América de Cali el 16 de mayo  de  2016.[70][71]

  - En Copa Colombia:
    - 0-3 al Junior el 29 de febrero de 2012.[72]
- Mayor goleada recibida:
  - En Segunda División:
    - 7-0 ante Real Santander el 2 de junio de 2010.[73][74]
    - 6-0 ante Cortuluá el 14 de octubre de 2019.[75]
    - 6-1 ante Deportes Quindío el 29 de octubre de 2017.[76]
    - 0-5 ante Real Cartagena el 27 de noviembre de 2004.[77][78]

  - En Copa Colombia:
    - 6-0 ante el Junior el 6 de marzo de 2013.[79]